# Batisfera

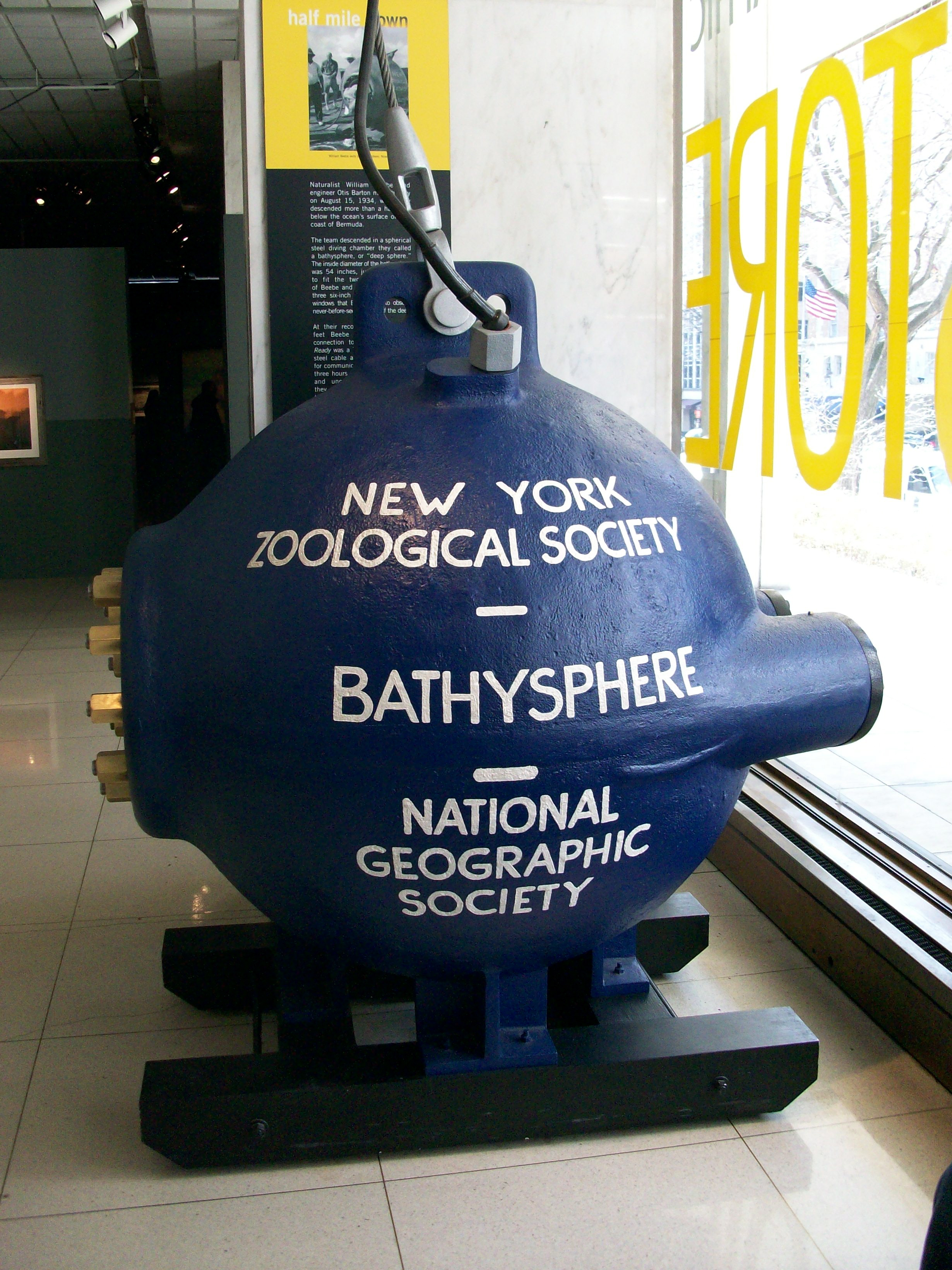
Batisfera

La batisfera (del griego βαθύς bacís «profundo» y σφαῖρα sfaira «esfera») fue un ingenio sumergible tripulado, precursor de los submarinos exploradores de las profundidades abisales. Fue inventada en 1930 por los exploradores estadounidenses William Beebe y Otis Barton, y usada para realizar las primeras exploraciones in situ de las grandes profundidades marinas.
La batisfera es básicamente una esfera sellada, fabricada en acero y que posee una mirilla de observación de cristal reforzado. Durante su funcionamiento, la batisfera pende de un barco usando un cable también de metal, que le provee electricidad, telecomunicaciones y aire. Dicho cable se desenrolla para sumergir la batisfera, y se enrolla para hacerla ascender. Realmente es un objeto inerte y la rotura del cable supone el final de toda la aventura.
En 1934, Charles William Beebe y Otis Barton consiguieron el récord de profundidad en batisfera, que es de 908,4 metros de profundidad, récord que sigue en pie. Debido a que a mayores profundidades el peso del cable umbilical se torna inmanejable, es poco probable que dicho récord sea superado.
En 1948, Barton bajó en solitario hasta 1.370 metros (según el libro de Bill Bryson, "Una Breve historia de casi todo") utilizando una batisfera modificada, el bentoscopio.

## Características técnicas
- Diámetro: 1,44 metros.
- Espesor de las paredes: 32 milímetros.